# Бивертаун (Пенсилванија)
Бивертаун (енгл. Beavertown) град је у америчкој савезној држави Пенсилванија.

## Демографија
По попису из 2010. године број становника је 965, што је 95 (10,9%) становника више него 2000. године.
| Група             | 2000.       | 2010.       |
| Белци             | 858 (98,6%) | 946 (98,0%) |
| Афроамериканци    | 0 (0,0%)    | 2 (0,2%)    |
| Азијати           | 0 (0,0%)    | 2 (0,2%)    |
| Хиспаноамериканци | 5 (0,6%)    | 6 (0,6%)    |
| Укупно            | 870         | 965         |